# Hechthausen
Hechthausen – miejscowość i gmina w Niemczech, w kraju związkowym Dolna Saksonia, w powiecie Cuxhaven, wchodzi w skład gminy zbiorowej Hemmoor.

## Współpraca
Miejscowość partnerska gminy:
- Hilbersdorf, Saksonia